# Stark (Kansas)
Stark é uma cidade localizada no estado americano de Kansas, no Condado de  Neosho.

## Demografia
Segundo o censo americano de 2000, a sua população era de 106 habitantes.
Em 2006, foi estimada uma população de 103, um decréscimo de 3 (-2.8%).

## Geografia
De acordo com o United States Census Bureau tem uma área de
0,5 km², dos quais 0,5 km² cobertos por terra e 0,0 km² cobertos por água. Stark localiza-se a aproximadamente 324 m acima do nível do mar.

## Localidades na vizinhança
O diagrama seguinte representa as localidades num raio de 16 km ao redor de Stark.